# Bartolomeo Gradenigo
Bartolomeo Gradenigo (1259 of 1260 - 28 december 1342) was de 51ste doge van Venetië.

## Biografie
Gradenigo werd geboren in Venetië in een oude, edele familie. Hij was een rijk koopman. Hij wijdde zijn leven al vroeg aan de politiek en was Podestà van Ragusa en Capodistria. In 1339 werd hij verkozen tot doge van Venetië. Hij huwde drie keer en kreeg zes kinderen.

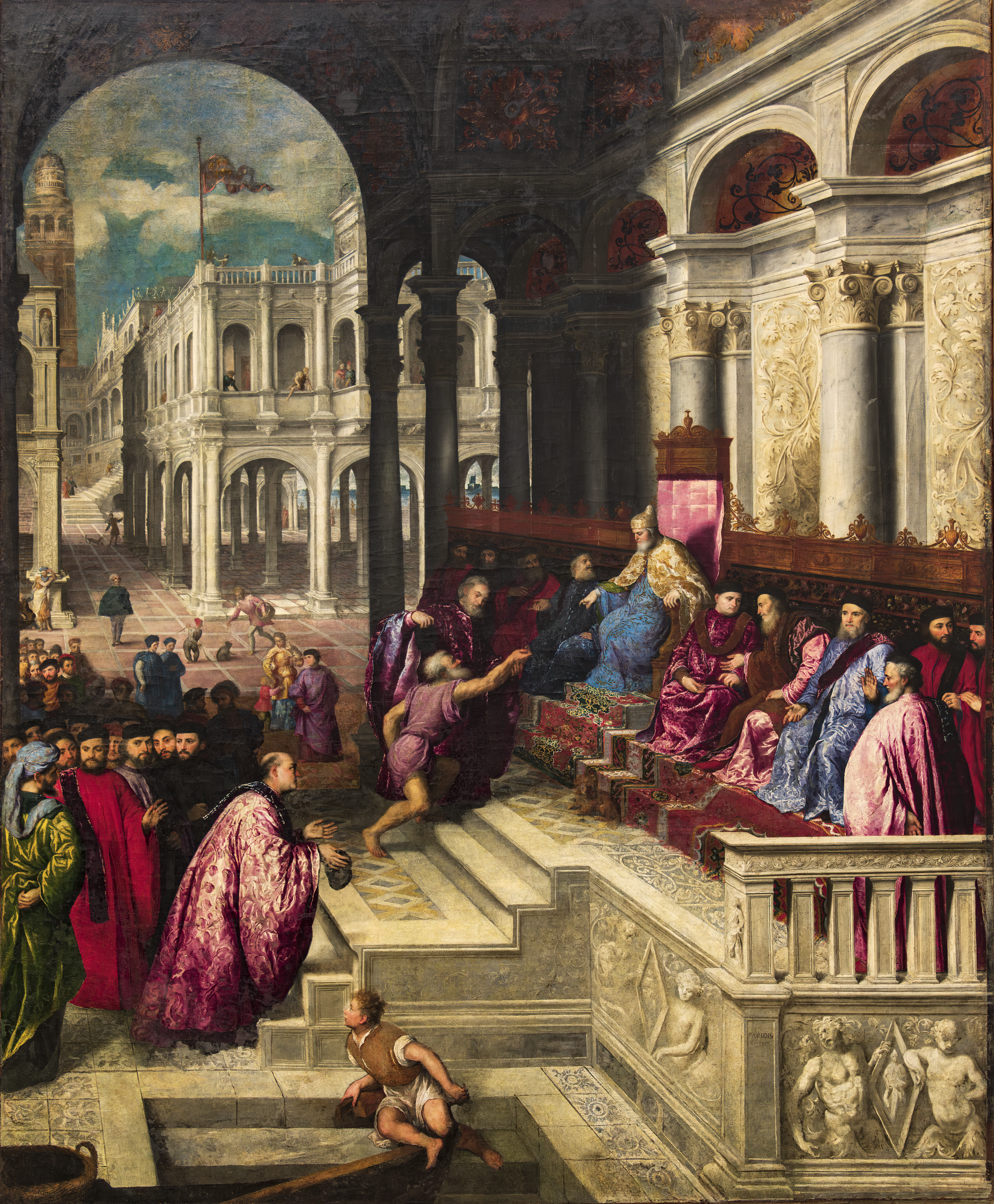
Aanbieden van de ring aan Gradenigo, door Bordone

Zijn korte regeerperiode was betrekkelijk vreedzaam, op een opstand in Kreta en een aantal Turkse invallen na. Op 15 februari 1340 werd Venetië geteisterd door een storm die, volgens de legende, alleen kon worden afgewend door de hulp van de heiligen Marcus, Joris en Nicolaas, die door een eenvoudige visserman naar de lagune werden gebracht. De heiligen gaven de visser een ring, die hij vervolgens aan de doge schonk. Het aanbieden van de ring werd in 1534 in beeld gebracht door de kunstschilder Paris Bordone.